# Llewellyn Riley
Llewellyn Alexander Riley (Bridgetown, 17 settembre 1972) è un ex calciatore barbadiano, di ruolo attaccante.

## Carriera

### Club
Ha giocato nella prima divisione irlandese ed in quella delle Barbados.

### Nazionale
Ha giocato nella nazionale di Barbados.